# Amanita ravenelii
Amanita ravenelii é uma espécie de fungo que pertence ao gênero de cogumelos Amanita na ordem Agaricales. Produz um corpo de frutificação cujo píleo ("chapéu") é branco a branco-amarelado, e atinge até 17 cm de diâmetro. Sua superfície é coberta por pequenas verrugas, que, a medida que o cogumelo envelhece, vão ficando mais parecidas com escamas. O tronco, de cor semelhante, mede até 25 cm de altura e 3 cm de espessura. Possui um bulbo na base e que pode enraizar no solo. O véu universal permanece na base do tronco na forma de escamas espessas, muitas vezes formando anéis irregulares. O cheiro do cogumelo foi comparado ao de água sanitária, ou de "tênis velho", e sua comestibilidade referida como desconhecida, "não recomendada", ou venenosa.
A espécie foi descrita em 1859 por Miles Berkeley e Moses Curtis como Agaricus ravenelii. Em 1887, foi movida para o gênero Amanita pelo italiano Pier Andrea Saccardo, formando assim o nome científico atual. O epíteto ravenelli homenageia o micologista norte-americano Henry William Ravenel. Há outras espécies parecidas no mesmo gênero, como A. chlorinosma, A. polypyramis e A. armillariiformis, porém, A. ravenelii pode ser distinguido destas pela presença do bulbo basal e pelo aspecto das escamas da superfífice do chapéu.
Na natureza, os cogumelos podem ser encontrados crescendo sobre o chão, solitários, dispersos ou em grupos, nas florestas mistas de coníferas e decíduas. Embora não se saiba exatamente com quais espécies de árvores prefere se associar, de um modo geral, cogumelos Amanita da seção Lepidella tendem a formar micorrizas com pinheiros do subgênero Pinus, carvalhos, e Carya. A espécie está amplamente distribuída no sudeste dos Estados Unidos, onde sua ocorrência é apontada como "ocasional a frequente" no final do verão e outono, entre agosto e novembro. Foram coletados cogumelos em Maryland, Carolina do Norte, Carolina do Sul, Indiana, Tennessee, e Virgínia. A espécie também foi registrada no estado mexicano da Baja California.

## Taxonomia
A espécie foi descrita cientificamente pela primeira vez por Miles Joseph Berkeley e Moses Ashley Curtis, em 1859, como Agaricus ravenelii. O micologista italiano Pier Andrea Saccardo a transferiu para o gênero Amanita em 1887. Atualmente, ela está classificada na subseção Solitariae, da seção Lepidella no gênero Amanita. Outras espécies desta seção encontradas na América do Norte incluem: A. abrupta, A. atkinsoniana, A. chlorinosma, A. cokeri, A. daucipes, A. mutabilis, A. onusta, A. pelioma, A. polypyramis, e A. rhopalopus.
O epíteto específico ravenelli foi dado em homenagem ao micologista norte-americano Henry William Ravenel. Em língua inglesa, o nome popular do cogumelo é "pinecone Lepidella".

## Descrição
O píleo (o "chapéu" do cogumelo) mede de 8 a 17 cm de diâmetro e é inicialmente hemisférico a quase redondo, tornando-se posteriormente convexo ou achatado. É carnudo, branco a branco-amarelado, geralmente seco, mas por vezes algo pegajoso quando maduro. O véu universal permanece como uma camada amarela pálida a marrom-alaranjada que se fragmenta em diversas verrugas grosseiras, apinhadas, cônicas ou truncadas. As verrugas atingem até 6 milímetros (mm) de largura e 4 mm de altura, e vão ficando mais parecidas com escamas em direção a borda do chapéu a medida que o cogumelo envelhece. A margem não é estriada (sem ranhuras), e apendicular (com restos do véu parcial pendurados ao longo da margem do píleo). As lamelas não se aderem à estipe. Elas são apinhadas, moderadamente largas e de cor branco-amarelado a amarelo pálido. Intercaladas entre as lamelas é possível notar a presença de lamelas curtas (lamélulas) que não se estendem completamente até a estipe; elas são um pouco truncadas (terminam abruptamente) a atenuadas (diminuem gradualmente).
A estipe (o "tronco" do cogumelo) possui 10 a 25 cm de comprimento e 1 a 3 cm de largura, e diminui ligeiramente em espessura próximo ao ápice. É sólida (ou seja, não é oca), branca a amarelo pálido, e coberta com tufos de pelos lanosos macios ou fibrilas. Tem um grande bulbo basal, inchado no meio, que enraíza no solo a uma profundidade de até 5,5 cm. O véu parcial é branco-amarelado a amarelo pálido, formando um anel grosso, lanoso, delicado, e que logo desaparece. O véu universal permanece na base do tronco na forma de escamas espessas e encurvadas para baixo, muitas vezes formando anéis irregulares. A carne é firme, e de tonalidade branca a amarelo pálido. O tecido do cogumelo tem um cheiro descrito como de água sanitária, ou de "tênis velho". A comestibilidade dos cogumelos de Amanita ravenelii foi descrita como desconhecida, "não recomendada", ou venenosa.

### Características microscópicas
Os esporos são elipsoides, ocasionalmente ovoides ou obovoides, de paredes finas, hialinos, amiloides (o que significa que absorvem o iodo quando expostos ao reagente de Melzer), e medem 8 a 11 por 5,5 a 7,5 micrômetros (µm). A impressão de esporos, técnica utilizada na identificação de fungos, é branca. Os basídios (células que carregam os esporos) medem 40 a 65 por 7 a 11,5 µm, possuem quatro esporos cada, com fíbulas em suas bases. Os queilocistídios (cistídios nas bordas das lamelas) são vistos ocasionalmente como células pequenas, em forma de trevo, medindo 15 a 35 por 10 a 15 µm, sobre as hifas de paredes finas que têm 3 a 7 µm de diâmetro. A cutícula que reveste o píleo, que não está claramente diferenciada do tecido do próprio píleo, é constituída por hifas de paredes finas, entrelaçadas, com 2,5 a 9 µm de diâmetro. O tecido do véu universal sobre o chapéu consiste de fileiras eretas e mais ou menos paralelas de células aproximadamente esféricas, elipsoides a amplamente elipsoides, de até 78 por 65 µm. Há também células em forma de fuso ou trevo que chegam a medir 125 por 30 µm. Estas últimas são terminais ou aparecem em cadeias curtas; são moderadamente abundantes, de paredes finas, ramificadas, entrelaçadas, às vezes quase coraloides, com 3 a 9,5 µm de diâmetro e com algumas hifas oleosas dispersas de 5 a 12,5 µm de diâmetro. A distribuição das hifas na base da estipe é semelhante a que acontece no píleo, porém com mais hifas filamentosas. Fíbulas estão presentes.

## Espécies semelhantes

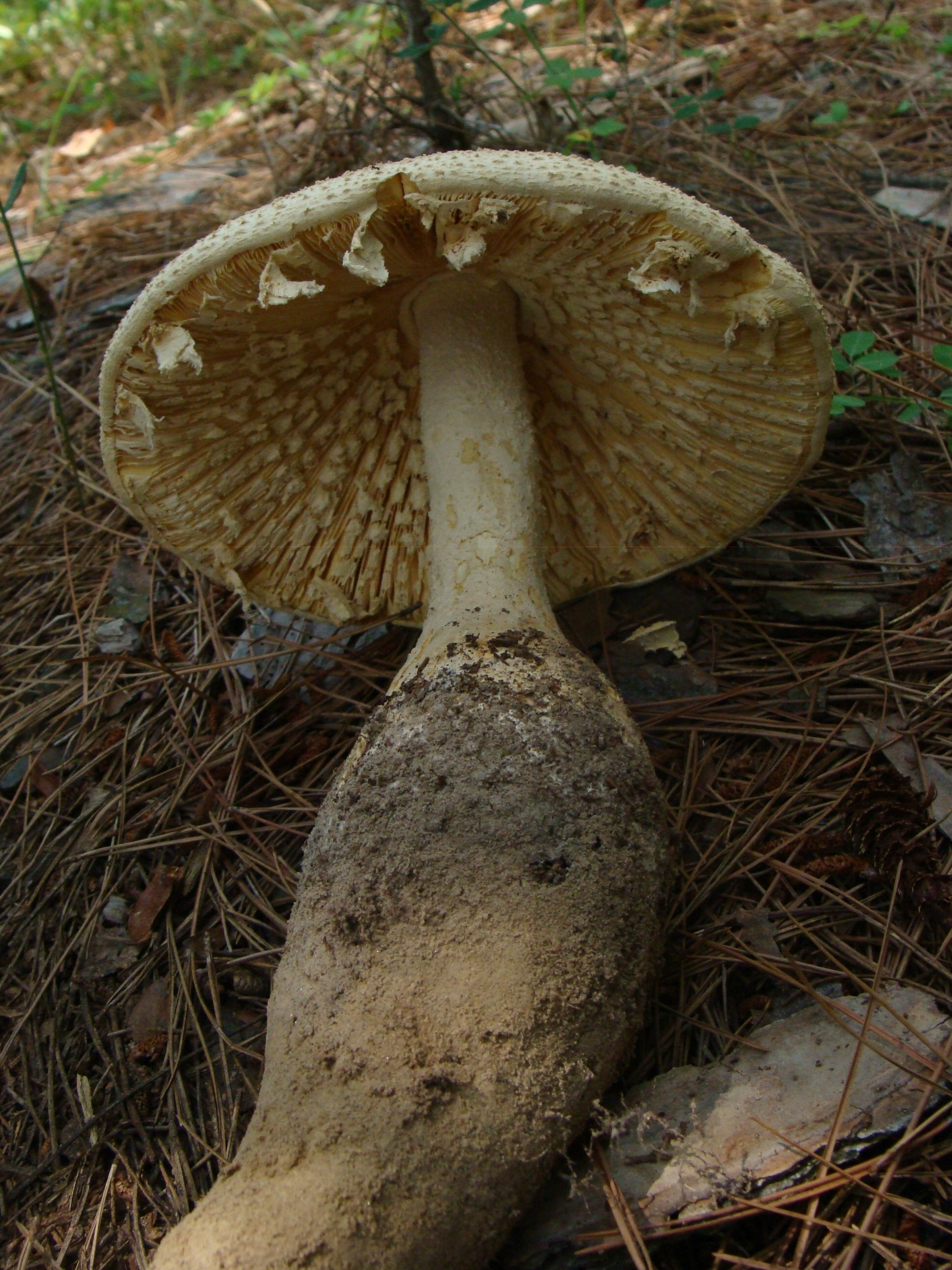
O bulbo basal é uma característica de A. ravenelii que pode ajudar a diferencia-lo de outros cogumelos.

Os corpos de frutificação de  A. ravenelii distinguem-se dos de A. chlorinosma pela presença de verrugas cônicas, grandes e de cor amarelo-pálido a laranja-amarronzado na superfície do chapéu e no grande bulbo basal. O cogumelo A. polypyramis é parecido, mas é inteiramente branco, e não possui as verrugas cônicas amarelas e laranja amarronzadas típicas de A. ravenelii. A espécie norte-americana A. armillariiformis possui a superfície do chapéu de aspecto similar, porém, ao contrário de A. ravenelii, não tem um bulbo basal distinto, e é encontrada em regiões semi-áridas associada a choupos e árvores velhas de Pseudotsuga menziesii. Também da América do Norte, A. mutabilis tem tons de rosa no píleo e no tronco, sua carne quando cortada fica rosada; ela cheira a erva-doce.

## Habitat e distribuição
Como a grande maioria das espécies do gênero Amanita, A. ravenelii é uma espécie micorrízica, formando portanto uma associação simbiótica mutuamente benéfica com várias espécies de plantas. As ectomicorrizas garantem ao cogumelo compostos orgânicos importantes para a sua sobrevivência oriundos da fotossíntese do vegetal; em troca, a planta é beneficiada por um aumento da absorção de água e nutrientes graças às hifas do fungo. A existência dessa relação é um requisito fundamental para a sobrevivência e crescimento adequado de certas espécies de árvores, como alguns tipos de coníferas. Os corpos de frutificação crescem sobre o chão solitários, dispersos ou em grupos, nas florestas mistas de coníferas e decíduas. Embora não se saiba exatamente quais espécies de árvores o A. ravenelii prefere se associar, de um modo geral, cogumelos Amanita da seção Lepidella tendem a formar micorrizas com pinheiros do subgênero Pinus, carvalhos, e Carya.
Amanita ravenelii está amplamente distribuída no sudeste dos Estados Unidos, onde sua ocorrência é apontada como "ocasional a frequente" no final do verão e outono, nos meses de agosto a novembro; foram coletados cogumelos nos estados de Maryland, Carolina do Norte, Carolina do Sul, Indiana, Tennessee, e Virgínia. A espécie também foi registrada crescendo no norte do estado de Baja California, no México.